# Jessie Knight
Jessie Knight (Epsom, 15 giugno 1994) è un'ostacolista e velocista britannica, vincitrice della medaglia di bronzo nella staffetta 4×400 metri ai Mondiali di Oregon 2022.

## Palmarès
| Anno                                  | Manifestazione          | Sede       | Evento   | Risultato  | Prestazione | Note |
| ------------------------------------- | ----------------------- | ---------- | -------- | ---------- | ----------- | ---- |
| In rappresentanza della Gran Bretagna |                         |            |          |            |             |      |
| 2021                                  | Europei indoor          | Toruń      | 4×400 m  | Argento    | 3'28"20     |      |
| 2021                                  | World Relays            | Chorzów    | 4×400 m  | Bronzo     | 3'29"27     |      |
| 2022                                  | Mondiali indoor         | Belgrado   | 4×400 m  | 5ª         | 3'29"82     |      |
| 2022                                  | Mondiali                | Eugene     | 400 m hs | Semifinale | 55"39       |      |
| 2022                                  | Mondiali                | Eugene     | 4×400 m  | Bronzo     | 3'22"64     |      |
| 2022                                  | Europei                 | Monaco     | 400 m hs | Semifinale | 55"39       |      |
| 2023                                  | Mondiali                | Budapest   | 400 m hs | Semifinale | 54"51       |      |
| 2024                                  | Mondiali indoor         | Glasgow    | 4×400 m  | Bronzo     | 3'26"36     |      |
| 2024                                  | Europei                 | Roma       | 400 m hs | Semifinale | 56"01       |      |
| 2024                                  | Giochi olimpici         | Parigi     | 400 m hs | Semifinale | 54"90       |      |
| In rappresentanza dell' Inghilterra   |                         |            |          |            |             |      |
| 2022                                  | Giochi del Commonwealth | Birmingham | 400 m hs | 5ª         | 55"11       |      |
| 2022                                  | Giochi del Commonwealth | Birmingham | 4×400 m  | dq         | dq          |      |